# Метаморфоз
Метаморфо́з (от др.-греч. μεταμόρφωσις — «превращение», у животных называется также метаболи́ей) — глубокое преобразование строения организма (или отдельных его органов), происходящее в ходе индивидуального развития (онтогенеза). Метаморфоз у растений и животных существенно различается.

## Метаморфоз у растений
Выражается в видоизменениях основных органов, происходящих в онтогенезе и связанных со сменой выполняемых ими функций или условий функционирования. Истинный метаморфоз — превращение одного органа в другой с сильным изменением формы и функции, происходит у многих травянистых растений (постепенное отмирание надземного побега и переход в корневище, луковицу, клубнелуковицу на время неблагоприятного периода). В большинстве же случаев метаморфозу подвергаются не дифференцированные органы взрослого растения, а их зачатки, например, при превращении части побегов и листьев в колючки, усики. Детерминация зачатка органа, определяющая его окончательный облик и происходящая на разных этапах его развития, связана с накоплением определенных физиологически активных веществ и зависит от внешних и внутренних факторов.

## Метаморфоз у животных
В отличие от растений, у животных при метаморфозе изменяется всё строение организма. Метаморфоз свойственен большинству групп беспозвоночных и некоторым позвоночным — миногам, ряду рыб, земноводным. Обычно метаморфоз связан с резкой сменой образа жизни животного в онтогенезе, например, с переходом от свободноплавающего к прикрепленному образу жизни, от водного — к наземному и т. д. В жизненном цикле животных, развивающихся с метаморфозом, бывает хотя бы одна личиночная стадия, существенно отличающаяся от взрослого животного. У таких животных разные стадии онтогенеза выполняют разные жизненные функции, способствующие сохранению и процветанию вида (например, на личиночной стадии происходит расселение, а на взрослой — питание и рост).
Регуляция метаморфоза у животных осуществляется гормонами.
- Икра лягушек
- Головастики
- Метаморфический головастик
- Лягушка

### Метаморфоз у беспозвоночных
Для низших беспозвоночных (губки, кишечнополостные) характерен метаморфоз, при котором различные свободноплавающие личинки выполняют функцию расселения вида. Часто такой метаморфоз осложняется чередованием поколений, размножающихся половым либо бесполым путём. При метаморфозе без чередования поколений из яйца выходит личинка, выполняющая функцию расселения вида (например, трохофора морских многощетинковых червей, велигер моллюсков). Своеобразен некротический метаморфоз, характерный для немертин, при котором будущая взрослая особь развивается внутри личинки, при этом основная масса тела личинки отмирает. Переход морских организмов к жизни в пресной воде и на суше часто вызывает утрату личиночных стадий развития. Варианты метаморфоза, при которых сходная со свободноживущей личинкой стадия проходит внутри яйцевых оболочек (как, например, у виноградной улитки, которая стадию велигера проходит в яйце), называются криптометаболией.

#### Метаморфоз у многоножек и насекомых
У многих многоножек изменения в течение жизни связаны лишь с увеличением числа сегментов тела и члеников усиков (т. н. анаморфоз). Для большинства первичнобескрылых и ряда многоножек характерно развитие без существенных изменений — протоморфоз или протометаболия. Развитие крыльев у насекомых привело к существенным изменениям онтогенеза. Если образ жизни личинки и имаго сходен, личинка сходна со взрослым насекомым, и изменения в основном сводятся к постепенному развитию крыльев и половых органов, говорят о неполном превращении. Если же в онтогенезе происходит резкое разделение основных функций (питания, расселения и размножения) между личинкой и имаго, а сами личинки мало похожи на взрослых особей, то говорят о полном превращении. Переход личинки во взрослую форму в этом случае осуществляется посредством куколки.

### Метаморфоз у позвоночных
Среди позвоночных метаморфоз резко проявляется только у круглоротых, личинка которых — пескоройка — живет в грунте, а взрослые особи — полупаразиты рыб, и у земноводных, из яиц которых выходит головастик и в процессе метаморфоза происходит постепенная утрата личиночных органов и появление взрослых.